# Funció de Jost
En la teoria de la dispersió, la funció de Jost és el wronskià de la solució regular i la solució irregular (solució de Jost) de l'equació diferencial {\displaystyle -\psi ''+V\psi =k^{2}\psi }. Va ser introduïda pel físic teòric suís Res Jost (1918-1990).

## Antecedents
Es buscaven solucions {\displaystyle \psi (k,r)}de l'equació de Schrödinger radial en el cas {\displaystyle \ell =0},
{\displaystyle -\psi ''+V\psi =k^{2}\psi .}

## Solucions regulars i irregulars
Una solució regular {\displaystyle \varphi (k,r)} és aquella que compleix les condicions de contorn,
{\displaystyle {\begin{aligned}\varphi (k,0)&=0\\\varphi _{r}'(k,0)&=1.\end{aligned}}}
Si {\displaystyle \int _{0}^{\infty }r|V(r)|<\infty }, la solució es dona com a equació integral de Volterra,
{\displaystyle \varphi (k,r)=k^{-1}\sin(kr)+k^{-1}\int _{0}^{r}dr'\sin(k(r-r'))V(r')\varphi (k,r').}
Tenim dues solucions irregulars (de vegades anomenades solucions de Jost) {\displaystyle f_{\pm }} amb un comportament asimptòtic {\displaystyle f_{\pm }=e^{\pm ikr}+o(1)} com {\displaystyle r\to \infty }. Ells son donades per l'equació integral de Volterra,
{\displaystyle f_{\pm }(k,r)=e^{\pm ikr}-k^{-1}\int _{r}^{\infty }dr'\sin(k(r-r'))V(r')f_{\pm }(k,r').}
Si {\displaystyle k\neq 0}, llavors {\displaystyle f_{+},f_{-}} són linealment independents. Com que són solucions a una equació diferencial de segon ordre, cada solució (en particular {\displaystyle \varphi }) es poden escriure com una combinació lineal entre elles.

## Definició de la funció de Jost
La funció de Jost és:
{\displaystyle \omega (k):=W(f_{+},\varphi )\equiv \varphi _{r}'(k,r)f_{+}(k,r)-\varphi (k,r)f_{+,x}'(k,r)},
on {\displaystyle W} és el wronskià. Com que {\displaystyle f_{+},\varphi } les dues solucions a la mateixa equació diferencial, el wronskià és independent de {\displaystyle r}. Així que avaluant a {\displaystyle r=0} i utilitzant les condicions del contorn a {\displaystyle \varphi } produeix {\displaystyle \omega (k)=f_{+}(k,0)}.

## Aplicacions
La funció de Jost es pot utilitzar per construir les funcions de Green per a
{\displaystyle \left[-{\frac {\partial ^{2}}{\partial r^{2}}}+V(r)-k^{2}\right]G=-\delta (r-r').}
De fet,
{\displaystyle G^{+}(k;r,r')=-{\frac {\varphi (k,r\wedge r')f_{+}(k,r\vee r')}{\omega (k)}},}
on {\displaystyle r\wedge r'\equiv \min(r,r')} i {\displaystyle r\vee r'\equiv \max(r,r')}.